# Бахаров Борис Сергійович
Бахаров Борис Сергійович (10 вересня 1902, Дем'янськ, Новгородська губернія, Російська імперія — 16 липня 1944, село Шелкуни, Брестська область, БРСР, СРСР) — радянський воєначальник, генерал-майор танкових військ (1942). Загинув у бою під час Другої світової війни.

## Біографія
Народився у робітничій родині. У 1917 році служив у Червоній гвардії. Із 1919 року служив у Червоній армії, учасник Громадянської війни в Росії. У 1921 році був демобілізований, але вже в 1924 році був знову призваний до армії. Служив політруком роти і комісаром полку. Закінчив Військову академію імені М. В. Фрунзе (1932) і Ленінградські бронетанкові курси удосконалення командного складу (1932). Із 1932 року служив у бронетанкових військах, командував танковим батальйоном. Із 1938 року — начальник автобронетанкових військ Харківського військового округу. Із 1939 року — командир 52-ї легкотанкової бригади. Із березня 1941 року — командир 50-ї танкової дивізії 25-го механізованого корпусу.

### Німецько-радянська війна
На початку німецько-радянської війни командував 50-ю танковою дивізією. Відзначився в ході Смоленської битви, керував контрударом на Бихів. За голову Бахарова німецьке командування оголосило грошову премію сумою 1,5 млн марок. У вересні 1941 року дивізія була переформована у 150-ту танкову бригаду, яку знову очолив Бахаров. Брав участь у битві за Москву.
Учасник Сталінградської битви. Під час оборонних боїв під Сталінградом був начальником штабу, а згодом і командиром 17-го танкового корпусу.
Із 11 вересня 1942 по 25 липня 1943 року — командир 18-го танкового корпусу. На чооі корпусу брав участь у Воронезько-Касторненській операції та Курській битві. Був знятий з посади через конфлікт з командувачем Воронезького фронту Ватутіним.
Із 2 вересня 1943 року — командир 9-го танкового корпусу. Брав участь у форсуванні Дніпра. Загинув в бою під час Білоруської операції. Похований у Бобруйську.

## Військові звання
- Майор (1937)
- Полковник (1940)
- Генерал-майор танкових військ (14 жовтня 1942)

## Нагороди
- Два ордени Червоного Прапора (1943; 1944)
- Орден Кутузова 1-го ступеня (23 липня 1944)[1]
- Орден Кутузова 2-го ступеня (15 січня 1944)
- Медаль «За оборону Москви» (1 травня 1944)